# Global (album)
Pour les articles homonymes, voir Global.
Albums de Todd Rundgren
State
(2013)
Global est un album de Todd Rundgren sorti en 2015.

## Titres
Toutes les chansons sont écrites et composées par Todd Rundgren.
| 1.    | Evrybody          | 3:28 |
| 2.    | Flesh & Blood     | 4:50 |
| 3.    | Rise              | 3:44 |
| 4.    | Holyland          | 4:04 |
| 5.    | Blind             | 4:38 |
| 6.    | Earth Mother      | 3:27 |
| 7.    | Global Nation     | 3:44 |
| 8.    | Soothe            | 3:51 |
| 9.    | Terra Firma       | 4:25 |
| 10.   | Fate              | 4:09 |
| 11.   | Skyscraper        | 4:06 |
| 12.   | This Island Earth | 4:01 |
| 48:27 |                   |      |